# Tubualá
Tubualá es uno de los cuatro corregimientos de la comarca indígena panameña de Guna Yala. Tiene una población de 6.733 habitantes (2010).